# 勝又穣次
勝又 穣次（かつまた じょうじ、1981年7月22日 - ）は、新潟県出身の元バスケットボール選手で現在はアシスタントコーチである。ポジションはC。

## 来歴
新潟県の五十沢中学3年生の時、既に身長192cmを越えており県選抜選手に選ばれた。多くのバスケットボールの名門高校からのスカウトを受け、北陸高校に入学を決め、同じ新潟県出身の五十嵐圭の後輩となる。スカウトの際、コーチと共に五十嵐圭も勝又家を訪れたと言われている。高校時に日本代表として国際大会も経験。この頃同じ日本代表の先輩田臥勇太の努力する姿を見て、強い影響を受けている。現在JBLでも屈指の努力家として有名である。大東文化大学4年の時には主将を務め、インカレで敢闘賞を受賞。宮永雄太と共に準優勝に貢献した。
卒業後の2004年にJBLオーエスジー（現Bリーグ三遠ネオフェニックス）に加入。2008年、それまで所属していたオーエスジーがbjに変わるのを機にJBL残留への強い意志を表し、高校の先輩でもある東野智弥が指揮を執るレラカムイ北海道（現レバンガ北海道）に移籍した。2009年、突如3Pシュートを左手に変更。公式試合で成功させ努力は必ず報われる事を証明。観客を興奮させた。2011年、東芝に移籍。
2014年オフ引退。

## 人物
- 北海道在籍時のユニフォームの表記は「George」。
- 音楽に詳しく、主に洋楽HIPHOP/R&Bを好む。試合会場で流れる音楽CDは彼が制作したものが多い。
- 高校時代の同級生に元プロボクサーの清水智信がいる。
- K-1のTATSUJIは大学時代の友人。

## 経歴
- 北陸高校 - 大東文化大学 - オーエスジー（2004年〜2008年） - レラカムイ北海道（2008年〜2011年）- 東芝（2011年～2014年）